# The Connection
| Совокупная оценка | Совокупная оценка |
| Источник          | Оценка            |
| ----------------- | ----------------- |
| Metacritic        | 62/100            |
| Оценки критиков   |                   |
| Источник          | Оценка            |
| AllMusic          | [ 1 ]             |
| Kerrang!          | [ 4 ]             |
| The Independent   | negative          |
| musicOMH          | [ 5 ]             |
| Revolver          | [ 4 ]             |
| Loudwire          | [ 6 ]             |
| Ultimate Guitar   | 5.7/10            |

The Connection — седьмой студийный альбом американской рок-группы Papa Roach, вышел 2 октября 2012 года на лейбле Eleven Seven Music. Альбом спродюсировали вокалист группы Sixx:A.M. Джеймс Майкл, уже работавший с Papa Roach над их предыдущей пластинкой, Metamorphosis (2009), и вокалист Goldfinger Джон Фелдманн.
Внеальбомный трек, «Even If I Could», вышел на альбоме-саундтреке к фильму «Мстители». «Still Swingin'», первый сингл, был выпущен 24 июля, клип вышел 30 августа 2012. «Where Did the Angels Go?» и «Before I Die» стали 2 и 3 синглом соответственно.

## Список композиций
| №                   | Название                                      | Длительность |
| ------------------- | --------------------------------------------- | ------------ |
| 1.                  | «Engage»                                      | 0:51         |
| 2.                  | «Still Swingin'» (featuring Downlink)         | 3:24         |
| 3.                  | «Where Did the Angels Go?» (featuring Tylias) | 3:10         |
| 4.                  | «Silence is the Enemy»                        | 2:53         |
| 5.                  | «Before I Die»                                | 4:25         |
| 6.                  | «Wish You Never Met Me»                       | 4:05         |
| 7.                  | «Give Me Back My Life»                        | 3:58         |
| 8.                  | «Breathe You In»                              | 3:07         |
| 9.                  | «Leader of the Broken Hearts»                 | 4:12         |
| 10.                 | «Not That Beautiful» (featuring Shahnaz)      | 3:18         |
| 11.                 | «Walking Dead»                                | 3:18         |
| 12.                 | «Won't Let Up»                                | 4:00         |
| 13.                 | «As Far as I Remember»                        | 3:42         |
| Общая длительность: | Общая длительность:                           | 48:02        |

| №   | Название            | Длительность |
| --- | ------------------- | ------------ |
| 14. | «Set Me Off»        | 3:28         |
| 15. | «What's Left of Me» | 2:58         |

| №   | Название                                  | Длительность |
| --- | ----------------------------------------- | ------------ |
| 14. | «What's Left of Me»                       | 2:58         |
| 15. | «9th Life (co-written by Martin Johnson)» | 3:13         |

| №   | Название                                                             | Длительность |
| --- | -------------------------------------------------------------------- | ------------ |
| 14. | «You Gotta Want It»                                                  | 3:39         |
| 15. | «Kick in the Teeth» (Клип)                                           | 3:11         |
| 16. | «Burn» (Полное видео)                                                | 3:37         |
| 17. | «No Matter What» (Клип)                                              | 3:50         |
| 18. | «Still Swingin» (Клип)                                               | 3:22         |
| 19. | «Constructing the Connection» (Видео о создании обложки альбома)     | 3:17         |
| 20. | «Behind the Scenes: Making of Still Swingin» (Видео о съемках клипа) | 2:12         |

## Участники записи

### Papa Roach
- Джекоби Шэддикс — вокал
- Джерри Хортон — гитара, бэк-вокал
- Тобин Эсперанс — бас-гитара, бэк-вокал
- Тони Палермо — ударные